# Tayloria longiseta
Tayloria longiseta är en bladmossart som beskrevs av Edwin Bunting Bartram 1942. Tayloria longiseta ingår i släktet trumpetmossor, och familjen Splachnaceae. Inga underarter finns listade i Catalogue of Life.